# Tăng Tuấn Hân
Tăng Tuấn Hân (tiếng Trung: 曾俊欣; bính âm: Zeng Jùnxīn; sinh ngày ngày 8 tháng 8 năm 2001) là vận động viên quần vợt người Trung Hoa Đài Bắc
Tuấn Hân có vị trí bảng xếp hạng đơn ATP cao nhất là 1340 đạt vào ngày 30 tháng 10 năm 2017.
Tuấn Hân có vị trí bảng xếp hạng đơn nam trẻ ITF đứng thứ 3 đạt được vào ngày 29 tháng 1 năm 2018.

## Chung kết Grand Slam trẻ

### Đơn: 1 (1 Chung kết)
| Kết quả | Năm  | Giải quần vợt   | Mặt sân | Đối thủ         | TỈ số               |
| ------- | ---- | --------------- | ------- | --------------- | ------------------- |
| Á quân  | 2018 | Australian Open | Cứng    | Sebastian Korda | 6–7(6–8), 4–6       |
| Vô địch | 2018 | French Open     | Đất nện | Sebastián Báez  | 7–6(7–5), 6–2       |
| Vô địch | 2018 | Wimbledon       | Cỏ      | Jack Draper     | 6–1, 6–7 (2–7), 6–4 |